# Campeonato de Fútbol de Costa Rica 1927
La temporada 1927 de la Liga Nacional fue la 7.ª edición de la máxima categoría del sistema de Ligas costarricenses de fútbol. Se disputó entre septiembre y diciembre de 1927.
Este torneo marcó el inicio de un deseo por estabilizar los campeonatos mayores de fútbol en el sentido de terminar estos con todos los cuadros inscritos, es decir, que no sucediera lo que en años anteriores donde a mitad del camino se retiraban algunos clubes. En efecto el deseo fue cumplido; los cinco equipos inscritos en un principio para jugar el campeonato lo terminaron exitosamente y al final el cuadro florense se alzó con un nuevo campeonato.
El orden en que transcurrió el campeonato de 1927 fue quizás la mayor virtud de un torneo que tuvo como mayor ingrediente la rivalidad entre heredianos y libertos que fueron los que disputaron hasta el final la oportunidad de alzarse con el trofeo de campeón nacional. Adicionalmente, se dio el ingreso de la Juventud de Mata Redonda para jugar su primera campaña en la máxima categoría. El Cartaginés se ausentó para este torneo debido a la salida de tres de sus jugadores hacia equipos en el exterior, así como de la marcha de sus otros futbolistas hacia San José producto del éxodo de personas tras el terremoto de 1910, tornando la situación insostenible para el club en mantener una plantilla.
Los registros mantuvieron por años el dato de que el Herediano terminó la temporada con una sola derrota ante la Libertad (4-3). Fue hasta el 22 de octubre de 2020 que corrigieron la información indicando que aquel juego fue amistoso, haciendo que el cuadro florense consiguiera la estadística de ser campeón al ganar todos sus compromisos.

## Sistema de competición
La competición constó de un grupo único integrado por cinco clubes. Siguiendo un sistema de liga, los cinco equipos se enfrentaron todos contra todos en dos ocasiones sumando un total de 8 jornadas. La clasificación final se estableció con arreglo a los puntos obtenidos por los equipos en cada enfrentamiento, a razón de dos por partido ganado, uno por empatado y ninguno en caso de derrota.

## Clubes participantes
Cinco equipos tomaron parte de la temporada de la Liga Nacional de Fútbol. Juventud de Mata Redonda se inscribió por primera vez en la máxima categoría, mientras que Moravia y Once Tigres no fueron inscritos. Cartaginés se retiró tras la salida masiva de sus futbolistas.
| Equipo              | Ciudad   | Estadio  |
| ------------------- | -------- | -------- |
| Alajuelense         | Alajuela | Nacional |
| Gimnástica Española | San José | Nacional |
| Herediano           | Heredia  | Nacional |
| Juventud            | San José | Nacional |
| La Libertad         | San José | Nacional |

## Desarrollo
Invicto de Herediano: Datos investigados por el historiador del Club Sport La Libertad, Juan Rosales en 2005 dieron un indicio sobre el tema tras un polémico juego que debía disputarse en septiembre de 1927 entre el Herediano y La Libertad; no obstante, los libertos se dieron perdedores de manera reglamentaria antes del cotejo dado que debían alinear a cuatro jugadores de su segunda división ya que tenían incompleta la nómina o corrían el riesgo de perder la categoría por no presentarse a jugar, en visto de eso, antes del juego amistoso que se jugó que ganaron los decanos 4-3 ya el Herediano contaba con los puntos sobre la mesa de previo, sumado a los siete otros partidos que sí jugó el Team saldados con victoria hizo que se erigiera como monarca invicto.
Tal detalle quedó ratificado luego de una exhaustiva investigación del periodista e historiador Jackson Chinchilla quien sí dio a conocer mediante documentos y pruebas irrefutables que sacan del error histórico pensando que aquel juego ganado 4-3 por La Libertad había sido propiedad del torneo nacional, esos datos al mismo tiempo fueron apoyados en otros documentos aportados por los también historiadores Alex Calderón y Alexander Gaitán, en 2020. Así la cosas, el Herediano se constituyó en ese momento en el segundo equipo en dar una vuelta olímpica sin manchas en su registro ya que La Libertad había logrado la proeza en 1925.

### Clasificación
| Pos. | Equipo                         | Pts. | PJ | G | E | P | GF | GC | Dif. | Notas                     |
| ---- | ------------------------------ | ---- | -- | - | - | - | -- | -- | ---- | ------------------------- |
| 1    | C. S. Herediano                | 14   | 8  | 7 | 0 | 1 | 40 | 16 | +24  |                           |
| 2    | C. S. La Libertad              | 12   | 8  | 6 | 0 | 2 | 32 | 14 | +18  |                           |
| 3    | L. D. Alajuelense              | 10   | 8  | 5 | 0 | 3 | 24 | 12 | +12  |                           |
| 4    | C. S. Juventud de Mata Redonda | 4    | 8  | 2 | 0 | 6 | 7  | 34 | −27  |                           |
| 5    | Gimnástica Española            | 0    | 8  | 0 | 0 | 8 | 5  | 32 | −27  | Primer equipo sin puntuar |

 Fuente: RSSSF
Criterios de clasificación: Puntos · Diferencia de goles · Goles a favor
|                                            |
|                                            |
| Campeón invicto C. S. Herediano 4.º título |

## Estadísticas

### Plantilla del campeón
La nómina completa de la temporada 1927 del Herediano que se proclamó campeón por cuarta vez, en un torneo que culminó invicto sin ceder puntos.
1. Braulio Morales
2. Claudio Arguedas
3. Eladio Rosabal
4. Francisco Fuentes
5. Francisco Pacheco
6. Gastón Michaud
7. Gilberto Arguedas
8. Guillermo Gamboa
9. Guillermo Pérez
10. Jesús Conejo
11. Joaquín Gutiérrez
12. Lorenzo Arias
13. Miguel Mejía
14. Víctor Víquez

### Otros datos
- Máximo goleador: Alejandro Morera con 11 goles (L. D. Alajuelense)[7]
- Total de goles marcados: 108
- Es el único campeonato en que no se registró un solo empate.
- Gimnástica Española no ganó un solo punto en el torneo.
- Los dos partidos que ganó Juventud fueron producto de la no presentación de Gimnástica Española, por lo que las victorias se las acreditaron a los debutantes.